# Kobusz
Kobusz – miejsce po dawnej osadzie w Puszczy Noteckiej, około 5 km na południe od Piłki, w gminie Wronki.
Osadę założono w 1738, jako olęderską. Największy rozkwit przeżywała w 2. połowie XIX wieku, kiedy to zamieszkiwało tu około 150 osób. Do 1976 uległa całkowitemu wyludnieniu, a w latach 70. XX wieku istniał tu jeszcze jeden budynek, będący samoobsługowym schroniskiem turystycznym utrzymywanym przez Radę Uczelnianą Zrzeszenia Studentów Polskich z Politechniki Poznańskiej. Istnienie tej placówki było powodem wyznakowania kilku szlaków turystycznych, które do dziś posiadają tu duży węzeł (m.in. do Sierakowa, Miałów i Wielenia). 
Na południe od dawnej osady znajduje się pas wydm, które zwano Kobusimi lub Psimi Wzgórzami. Mieszkańców Kobusza, a także pobliskich, nieistniejących wsi (Arsenowa i Gogolic) nazywano do około I wojny światowej Psińcami.